# Parotia wahnesi
El ave del paraíso de Wahnes (Parotia wahnesi) es una especie de ave en la familia Paradisaeidae. Es un ave de porte mediano endémica de los bosques montanos de la península Huon y la cordillera Adelbert, noreste de Papúa Nueva Guinea. Se alimenta principalmente de frutos y artrópodos.
Su nombre conmemora al naturalista alemán Carl Wahnes, quien exploró Nueva Guinea.
El ave del paraíso de Wahnes está considerada una especie vulnerable por el UICN.

## Descripción
Mide unos 43 cm de largo. El macho posee un escudo pectoral de color amarillo-verde iridiscente, plumas negras alargadas, tres cerdas en forma de alambre detrás de cada ojo, plumas pelusa de color bronce-cobrizo en las aberturas nasales y largas plumas en su cola con forma de cuña. La hembra es de color marrón y cabeza negruzca.

## Reproducción
El macho es polígamo y realiza una espectacular danza de cortejo en el suelo del bosque.
La puesta contiene de uno a dos huevos. Los mismos miden unos 40 x 26 mm y su color base es crema. Los huevos poseen diversos patrones de rayas y puntos, más densos en el extremo más amplio.(Mackay 1990)